# BBTS Włókniarz Bielsko-Biała (piłka nożna)
BBTS Włókniarz Bielsko-Biała (Bielsko-Bialskie Towarzystwo Sportowe Włókniarz) – sekcja piłkarska polskiego klubu sportowego z Bielska-Białej, powstała w 1907 pod nazwą Bielitzer Fussball Klub.
BBTS (BFK/BBSV) było jednym z pierwszych klubów powstałych na dzisiejszym obszarze Polski. W 1921 reprezentacja Bielska, składająca się głównie z graczy ówczesnego BBSV, była drugim przeciwnikiem reprezentacji Polski w historii (mecz nieoficjalny). Do 1928 drużyna rozegrała wiele spotkań z zespołami krakowskimi, przede wszystkim Cracovią i Wisłą – zarówno towarzyskich, jak i ligowych. Przed II wojną światową należała do czołowych drużyn rozgrywek w województwie śląskim, później występowała głównie na szczeblu wojewódzkim i okręgowym.
W 1968 doszło do fuzji BBTS z Włókniarzem Bielsko-Biała – w latach 1971–1997 klub nosił nazwę BBTS Włókniarz Bielsko-Biała. Sekcja piłkarska zakończyła działalność w tej formie w wyniku fuzji z DKS Inter Komorowice w 1997. Powstał w ten sposób klub, znany obecnie pod nazwą Podbeskidzie Bielsko-Biała, uznawany za spadkobiercę tradycji BBTS Włókniarz.

## Historia

### 1907–1921: Początki piłkarstwa w Bielsku
Początki piłkarstwa w Bielsku są datowane na rok 1907. W tym czasie miasto należało do Monarchii Austro-Węgierskiej (Śląsk Austriacki), a zdecydowaną większość mieszkańców stanowiła ludność niemieckojęzyczna (według spisu powszechnego z 1910 – 81,6%), stąd też dominowała ona również wśród członków władz przyszłego klubu.

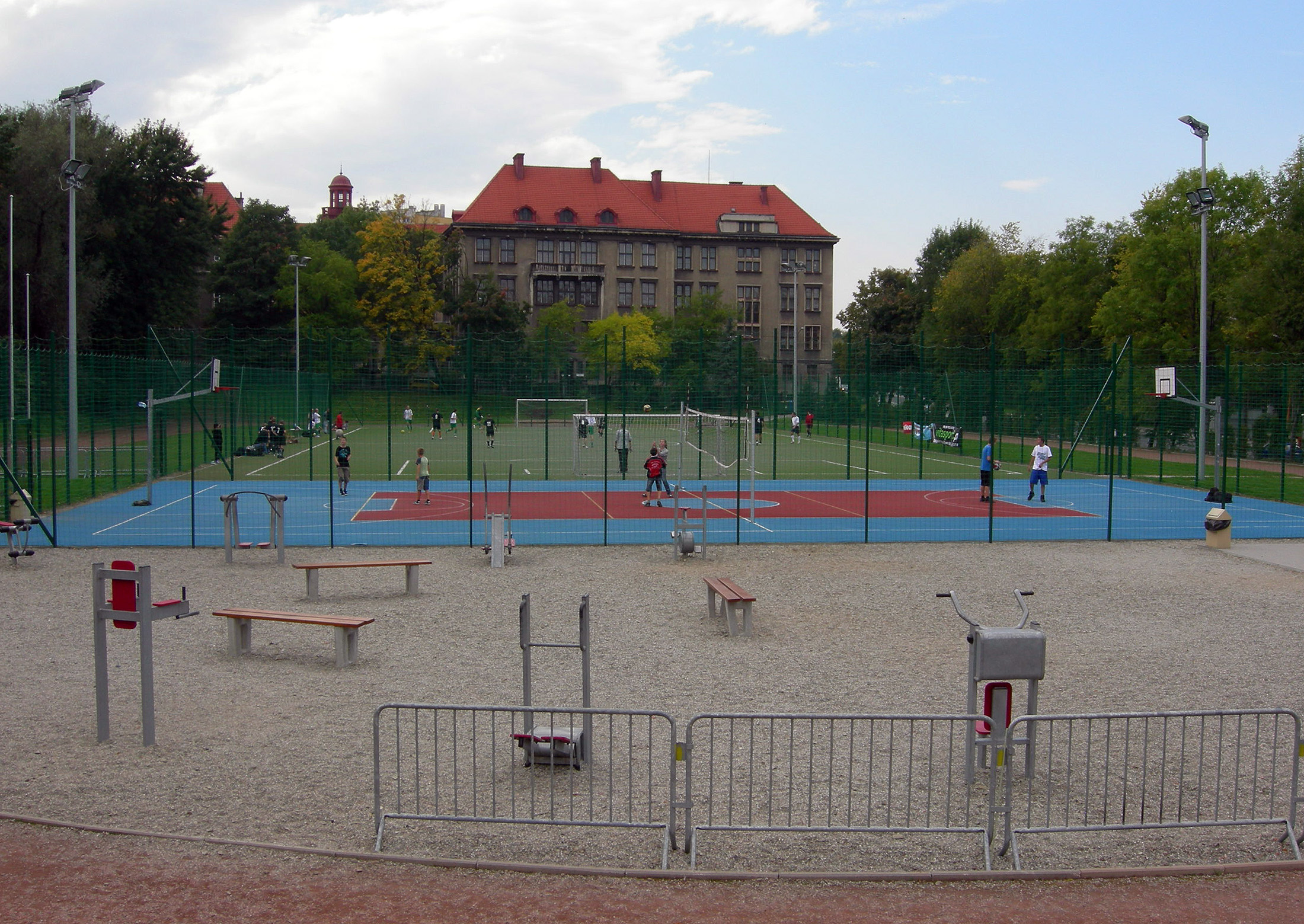
Pierwszy plac gry BFK (późniejszego BBTS) koło parku Słowackiego – obecnie kompleks sportowy z boiskiem Orlik

Wiosną 1907 grupa zapaleńców, na czele z Rudolfem Jędrzejowskim i dr. Stonawskim, zorganizowała w Bielsku mecz piłki nożnej. Stonawski zainteresował się tą dyscypliną podczas studiów w Wiedniu; w międzyczasie powstały pierwsze kluby krakowskie – Cracovia i Wisła (1906). Wzorem tych miast, postanowiono założyć stowarzyszenie sportowe również w Bielsku. Pierwsza wzmianka o powstającym klubie znalazła się w gazecie Bielitz-Bialaer Anzeiger – była to informacja o planowanym na 4 czerwca 1907 walnym zgromadzeniu. Nazwa powstającego klubu znalazła się w prasie po raz pierwszy parę miesięcy później – zapraszano wówczas na posiedzenie Bielitzer Fussball Klubu (BFK), które miało odbyć się 12 września 1907. Był to najstarszy klub na Śląsku Cieszyńskim. Przyjął on barwy czarno-niebieskie.
Pierwszy boiskiem nowego klubu był plac położony koło parku Franciszka Józefa, popularne wówczas miejsce rozrywki (obecnie znajduje się tam kompleks sportowy z boiskiem Orlik, sąsiadujący z parkiem, ul. Piastowską i I LO im. Kopernika). BFK podejmował wówczas m.in. takie drużyny, jak: Admira Wiedeń, Cracovia, Wisła Kraków, Germania Katowice czy DSV Opawa. 25 lutego 1909 zmieniono nazwę klubu na Bielitz-Bialaer Fussball Klub (przymiotnik Bialaer odnosił się do sąsiadującej z Bielskiem, odrębnej jeszcze wtedy galicyjskiej Białej), a następnie, w kwietniu 1911 na Bielitz-Bialaer Sport Verein (BBSV). W tym samym roku zaczęły powstawać również pierwsze sekcje innych dyscyplin sportu. We wrześniu 1911 otwarto jeden z najstarszych obiektów sportowych w Polsce, który do dzisiaj służy piłkarzom – stadion na Górce, położony w dawnym kamieniołomie na Żywieckim Przedmieściu, powyżej ul. Młyńskiej. Pierwszym przeciwnikiem BBSV na nowym obiekcie był Rapid Wiedeń lub Germania Wrocław.

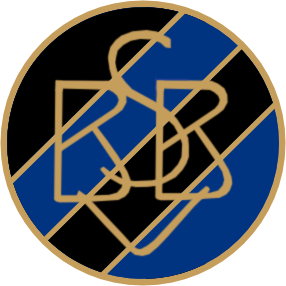
Herb BBSV

W latach 1912–1914 BBSV zdobywał trzykrotnie wicemistrzostwo Moraw i Śląska Cieszyńskiego, ulegając jedynie DSV Opawa (rozgrywki organizował Morawsko-Śląski Związek Piłki Nożnej, podlegający Austriackiemu Związkowi Piłki Nożnej). W tym czasie BBSV stał się również szerzej znany dzięki występom w meczach towarzyskich. Wśród pokonanych przez bielszczan zespołów znalazły się m.in. Schlesien Wrocław i VfR 1897 Wrocław, VfR Królewska Huta czy tradycyjny rywal – Wisła Kraków. Jednymi ze znanych piłkarzy BBSV byli: Ladislaus Dlabać, Emil Reichl i Josef Stürmer – reprezentanci Austrii.
Wybuch I wojny światowej w lipcu 1914 wywołał trudności w skompletowaniu drużyny, gdyż wielu zawodników i działaczy klubowych zostało skierowanych na front. Po niedługim czasie udało się zaprosić do gry na bielskim boisku drużyny z Wiednia, Budapesztu czy Pragi, a skład zasilili m.in. piłkarze powołani do wojska, przebywający w miejscowym garnizonie (np. Adolf Fischera z Wiener AF). Znaczącą rolę odgrywał w tym czasie w klubie Konrad Kwaśniewski, kierownik sekcji piłkarskiej.
W 1918 Polska odzyskała niepodległość, a w jej granicach znalazło się również (ostatecznie od 1920) Bielsko. Drużyna piłkarska BBSV została jednym z członków efemerycznego Wschodniośląskiego Związku Piłki Nożnej (z siedzibą właśnie w Bielsku), zdobywając jego mistrzostwo. W czerwcu 1921 przedstawiciele klubu wynegocjowali w Krakowie przyłączenie WZPN do Krakowskiego Związku Okręgowego Piłki Nożnej (KZOPN), co stało się faktem w lipcu 1921.

### 1921–1927: Występy w krakowskiej klasie A

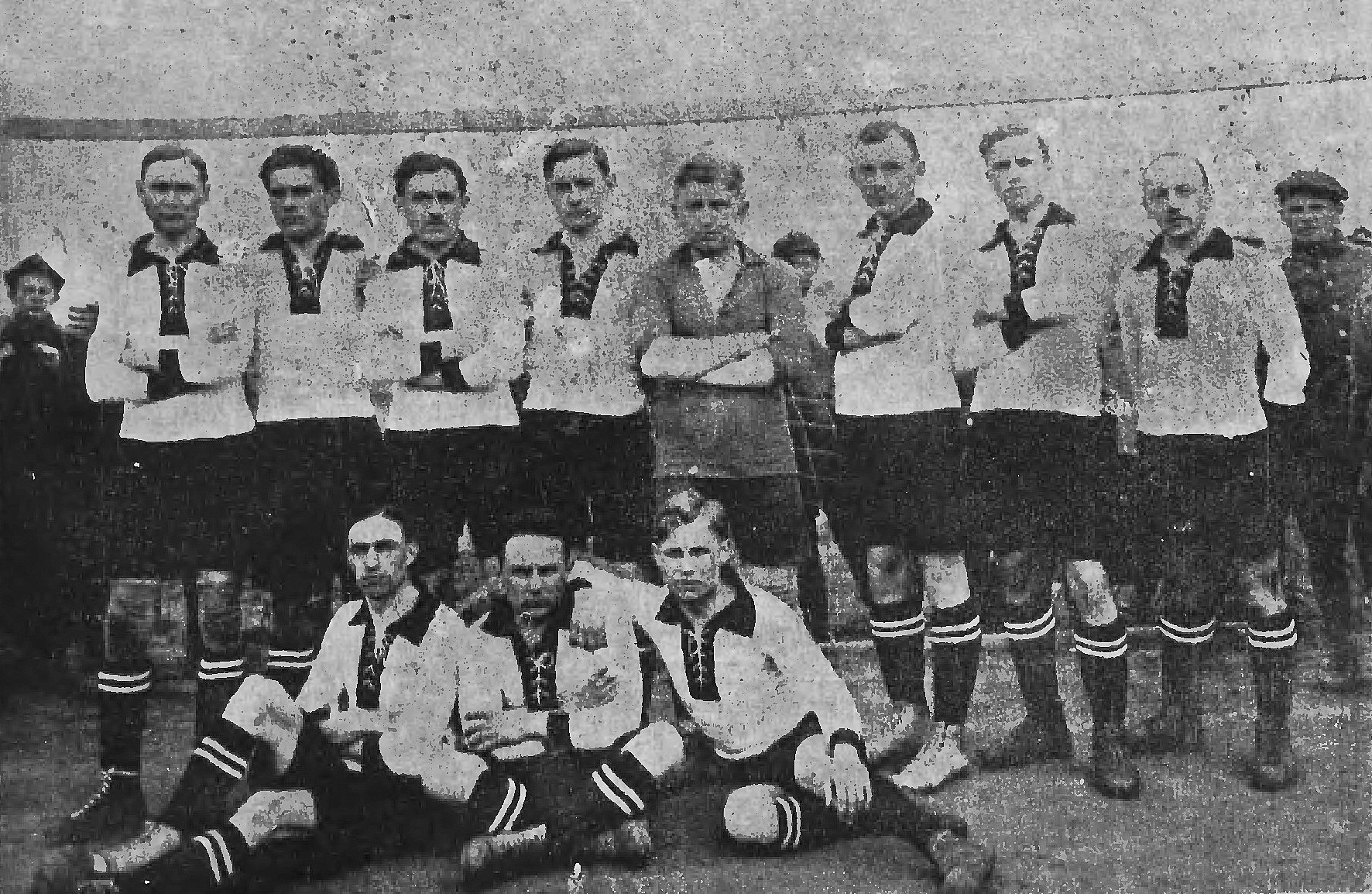
Drużyna Bielsko w 1921

Lato i jesień 1921 obfitowały w mecze towarzyskie BBSV, rozgrywane zarówno z klubami polskimi (Warta Poznań, Union Łódź, Jutrzenka Kraków, Wisła Kraków), jak i niemieckimi (Beuthener SuSV) czy węgierskimi (Kispesti AC). We wrześniu 1921 bielska drużyna wzięła udział w czterozespołowym turnieju zorganizowanym przez Cracovię, w którym uznała jedynie wyższość gospodarzy. 4 grudnia 1921 reprezentacja Bielska, której trzon stanowili piłkarze BBSV (7 zawodników w składzie), zmierzyła się z kadrą narodową Polski w nieoficjalnym meczu, będąc jej drugim w historii przeciwnikiem (po reprezentacji Lwowa). Spotkanie, zakończone porażką bielszczan 1:3, odbyło się w ramach przygotowań Biało-Czerwonych do historycznego pojedynku z Węgrami, rozegranego 18 grudnia 1921.
W 1922 BBSV po raz pierwszy przystąpił do rozgrywek krakowskiej klasy A, będącej przedsionkiem mistrzostw Polski. W inauguracyjnym meczu bielszczanie zostali pokonani przez Cracovię 0:3. Drużyna zakończyła debiutancki sezon na 3. miejscu w tabeli, wyprzedzając Jutrzenkę i Makkabi Kraków oraz lokalnego rywala, Sturm Bielsko. 2 i 3 września 1922 zorganizowano uroczystości jubileuszowe 15-lecia klubu (na czele z prezesem Robertem Jaworkiem), w których udział wzięli – poza działaczami BBSV – m.in. delegaci władz lokalnych, wojska, innych bielskich klubów sportowych, Wisły Kraków oraz zaproszeni do wzięcia udziału w turnieju piłkarskim piłkarze Cracovii, Jutrzenki Kraków i Hakoah Bielsko. W jego ramach BBSV rozegrał dwumecz z Cracovią (2:1 i 0:0).

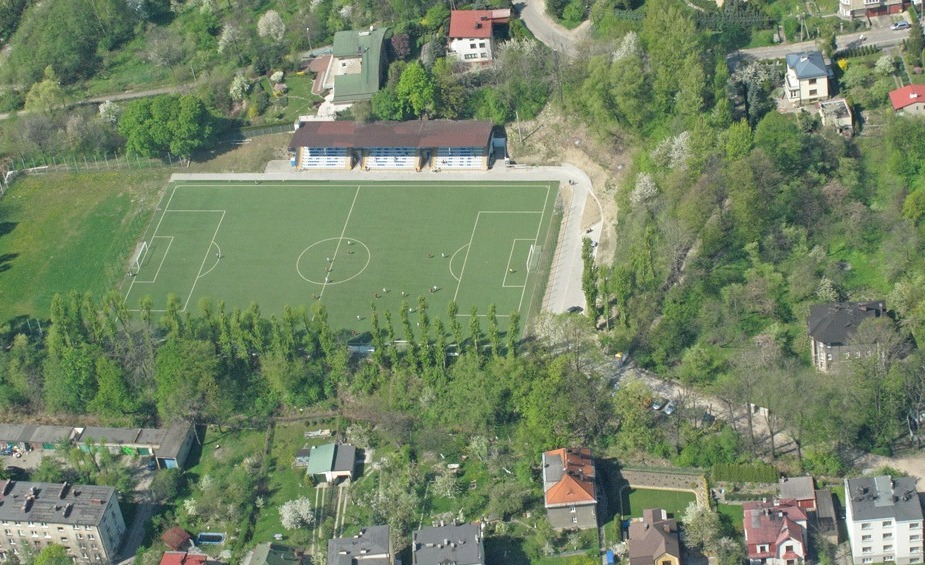
Stadion BBSV (późniejszego BBTS) na Górce

Sezon 1923 BBSV zakończył na 4. miejscu w krakowskiej klasie A, poza duetem Wisła – Cracovia ulegając również Jutrzence. Podobnie jak w poprzednich latach drużyna rozegrała wiele spotkań towarzyskich (w tym dwumecz z Legią Warszawa), zwyciężyła również w turnieju zorganizowanym z okazji 15-lecia innego niemieckiego klubu z Bielska, Sturmu. Rozgrywek sezonu 1924 BBSV nie mógł zaliczyć do udanych – zajął 5. lokatę, ostatnią chroniącą przed spadkiem. Bielszczanie dokonali jednak historycznego zwycięstwa w meczu o punkty ligowe nad Cracovią 3:1, w dodatku na stadionie rywala. W 1925 nie odbyły się ligowe rozgrywki regionalne, część zawodników BBSV reprezentowała jednak Bielsko w Pucharze KZOPN, w którym piłkarze z grodu nad Białą dotarli do finału. Po raz pierwszy BBSV wziął również udział w okręgowych rozgrywkach Pucharu Polski.
Kolejne sezony bielszczanie ukończyli na dalszych miejscach, poza pierwszą trójką tabeli. BBSV miał jednak szansę na historyczny udział w rozgrywkach ogólnopolskich; w 1927 powstała z inicjatywy najlepszych polskich klubów Liga, niezależna od Polskiego Związku Piłki Nożnej i utworzona bez jego zgody. Wzięcia udziału w nowym turnieju odmówiła Cracovia, podobnie uczynił później również klub z Bielska. Ostatecznie wolne miejsce w Lidze zajęła Jutrzenka Kraków, a rozgrywki te zostały oficjalnie uznane przez PZPN za mistrzostwa Polski po ich zakończeniu.

### 1928–1939: Walka o prymat na Śląsku
Przed sezonem 1928 powstał Podokręg Bielsko-Biała Śląskiego Okręgowego Związku Piłki Nożnej, którego członkiem stał się BBSV. W latach 1928 i 1929 w województwie śląskim istniały trzy równorzędne grupy klasy A – bielska, katowicka i królewskohucka. Ich zwycięzcy mierzyli się ze sobą o mistrzostwo okręgu, zaś mistrz otrzymywał prawo udziału w eliminacjach do Ligi ogólnopolskiej. BBSV wygrał obie edycje na poziomie podokręgu. W 1930 czołowe kluby województwa ogłosiły powstanie Okręgowej Ligi Śląskiej, w której znalazł się również BBSV. Po roku rozgrywki te stanowiły już wyższy szczebel, niż klasa A. Klub z Bielska zajmował początkowo w nowo powstałych rozgrywkach miejsca w dolnej części tabeli, by w 1932 zająć ostatnią lokatę. Od sezonu 1932/1933 Okręgowa Liga Śląska opierała się na systemie jesień-wiosna.

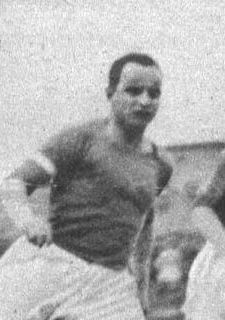
Kajetan Kryszkiewicz – piłkarz i trener BBTS w latach 1938–1939

W sezonie 1932/1933 drużyna zajęła 10., ostatnie miejsce przed strefą spadkową, by w kolejnym wypaść z ligi. W tym okresie BBSV ponosił dotkliwe porażki, jak 0:7 na własnym boisku z KS 06 Załęże czy 0:10 z Naprzodem w Lipinach. Rundę jesienną 1934/1935 zespół spędził w bielskiej klasie A, klub złożył jednak odwołanie i w lutym 1935 został przywrócony do Okręgowej Ligi Śląskiej, nie rozgrywając jednak do końca sezonu żadnych spotkań. Czarno-Niebiescy ponownie opuścili ją jednak po kolejnym sezonie. W latach 1936–1938 drużyna zwyciężała bielską klasę A, co gwarantowało przejście do eliminacji do rozgrywek wojewódzkich. W Okręgowej Lidze Śląskiej bielszczanie znaleźli się ponownie w sezonie 1938/1939, zajmując 6. lokatę.
Poza aspektem sportowym, w połowie lat 30. XX wieku dokonywały się zmiany w strukturze wewnętrznej BBSV. Końcem grudnia 1934 odbyło się walne zebranie klubu, będącego wówczas pod zarządem kuratora. W wyborach do zarządu po raz pierwszy zwyciężyła nieoczekiwanie strona polska. W lutym 1936 doszło do postulowanego wcześniej spolszczenia nazwy klubu na Bielsko-Bialskie Towarzystwo Sportowe (BBTS). Od tej pory otrzymywał on znaczące wsparcie finansowe od władz miasta, m.in. na remont stadionu, i stał się ogniskiem polskiego ruchu narodowego.
W 1938 klub postawił sobie za cel awans do rozgrywek ogólnopolskich, co wydawało się realne, patrząc na wyniki meczów towarzyskich (w tym zwycięstwo nad Ruchem Chorzów 2:1) i stabilność finansową, utrzymywaną dzięki szerokiemu wsparciu miejscowych fabrykantów. Grającym trenerem został były król strzelców Ligi państwowej w barwach Warty Poznań, reprezentant Polski Kajetan Kryszkiewicz. Plany sportowe przekreślił wybuch II wojny światowej – BBTS rozegrało jedynie mecz 1. kolejki sezonu 1939/1940. Po wkroczeniu do Bielska okupantów hitlerowskich i przyłączeniu miasta do III Rzeszy klub został rozwiązany, a życie piłkarskie przeszło do konspiracji.

### 1945–1960: Powojenna odbudowa klubu
Po zakończeniu działań wojennych (Armia Czerwona zajęła Bielsko i Białą 10–12 lutego 1945) życie piłkarskie dwumiasta zaczęło wracać do normy. Reaktywowane zostały m.in. BKS Biała i Leszczyński KS, a w lipcu 1945 – BBTS. Stadion na Górce został oddany do użytku po remoncie 21 lipca 1946 (wcześniej piłkarze BBTS grali mecze ligowe na boisku Leszczyńskiego KS w Kamienicy). W sezonie 1945/1946 bielszczanie wystartowali w bielskiej klasie A, w której pozostawali do 1950, z wyjątkiem sezonu 1947/1948, gdy awansowali do śląskiej klasy A.

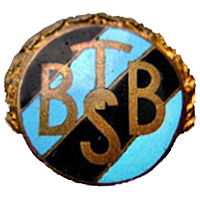
Herb BBTS

Poza udziałem w rozgrywkach regionalnych, BBTS mierzyło się wówczas w licznych spotkaniach towarzyskich z zespołami zagranicznymi. W listopadzie 1946 odwiedziła Bielsko drużyna Kispesti AC (późniejszy Budapest Honvéd FC) z późniejszymi gwiazdami światowego futbolu, jak: Ferenc Puskás, József Bozsik, Sándor Kocsis i Gyula Grosics. Węgrzy zwyciężyli 5:3, na trybunach zgromadziło się około 8 tysięcy widzów. BBTS grało wówczas również m.in. z Viktorią Pilzno, ŠK Żylina czy reprezentacją Armii Czerwonej.
W 1949 doszło do masowej, ogólnopolskiej akcji zmian nazw i struktur organizacji piłkarskich. BBTS przyjęło nazwę Ogniwo Bielsko i żółto-czerwone barwy strojów, stając się jednym z kół Zrzeszenia Sportowego Ogniwo (później nazwa koła zmieniła się na Ogniwo Bielsko-Biała w związku z połączeniem Bielska i Białej Krakowskiej w jedno miasto). Na przełomie lat 40. i 50. XX wieku dokonywano również licznych reform systemu ligowego. W tym czasie Ogniwo rywalizowało w Śląskiej Klasie Wojewódzkiej i śląskiej klasie A. Sezon 1954 rozpoczęło na trzecim poziomie rozgrywkowym – w Lidze Śląskiej. W grudniu 1954, w wyniku połączenia Zrzeszeń Sportowych Spójnia i Ogniwo w ZS Sparta, koło przyjęło nazwę Sparta Bielsko-Biała. Po odwilży politycznej wywołanej śmiercią Bolesława Bieruta i rozpoczętym w latach 1955–1956 procesie destalinizacji w Polsce, zmiany dotknęły również organizacje sportowe. Zezwolono między innymi na reaktywację samodzielnych klubów i przywrócenie nazw zniesionych przed 1950. Bielski klub pozostał co prawda związany z ZS Sparta, powrócił jednak do historycznego skrótu BBTS. W styczniu 1957 przyjęto nazwę BBTS Sparta Bielsko-Biała.
W latach 1954–1960 BBTS Sparta rywalizowało w Lidze Śląskiej (od 1957 Wojewódzkiej) o tytuł mistrzowski, dający prawo gry w eliminacjach do II ligi. W debiutanckim sezonie drużyna zajęła 11., ostatnie miejsce przed strefą spadkową, w kolejnych plasowała się już w górnej części tabeli. W 1958 wywalczyła mistrzostwo swojej grupy, a następnie – po zwycięskim meczu ze Słowianem Katowice – województwa. BBTS Sparta zmierzyło się wówczas w turnieju kwalifikacyjnym do II ligi z Unią Tarnów, Rakowem Częstochowa i KKS Kluczbork, ulegając jednak pierwszej z wymienionych drużyn. Kolejne 2 sezony przyniosły słabsze wyniki – 5. lokatę w 1959 i 10. w 1960, co oznaczało spadek do bielskiej klasy A, ówczesnej IV ligi. Jednocześnie do Ligi Wojewódzkiej awansował inny bielski klub, Włókniarz.

### 1960–1975: Od trzeciej do piątej ligi

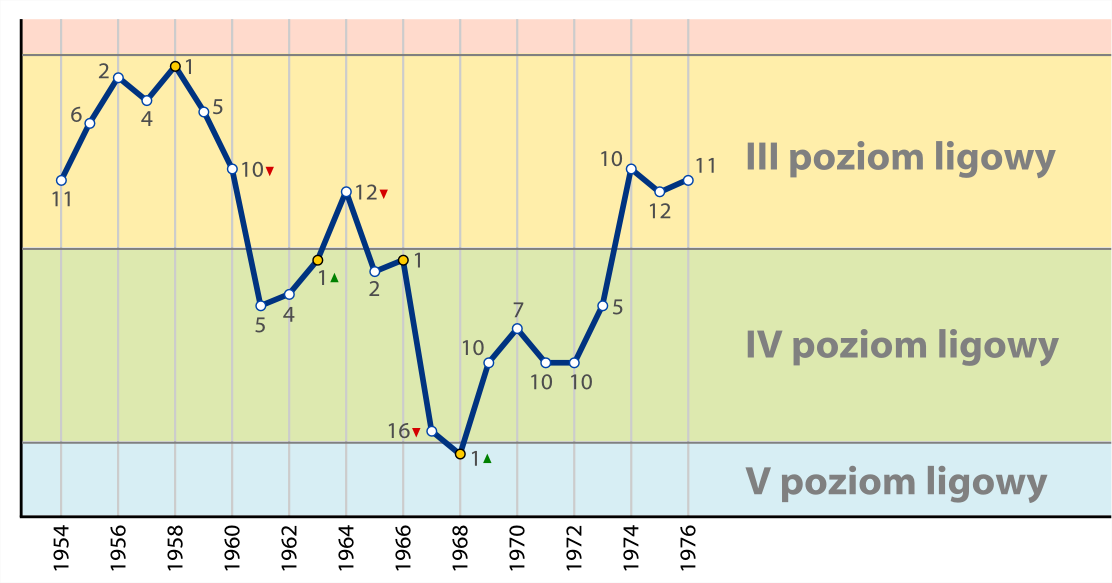
Miejsca zajmowane przez BBTS w rozgrywkach ligowych 1954–1976

Po spadku z Ligi Wojewódzkiej spodziewano się szybkiego powrotu BBTS Sparta na trzeci poziom ligowy, sekcji piłkarskiej zaczęły jednak doskwierać coraz liczniejsze problemy, w tym znaczne zadłużenie, problemy kadrowe (dyskwalifikacje za niesportowe zachowanie, nieuzasadnione absencje zawodników) czy chuligańskie wybryki na trybunach. W tym czasie klub stracił pozycję najlepszego na scenie piłkarskiej Bielska-Białej, gdyż – poza Włókniarzem – w wyższych klasach rozgrywkowych grał BKS Stal, a w 1961 Czarno-Niebiescy mierzyli się nawet o punkty ligowe z rezerwami bialskiej drużyny. Sezon 1960/1961 (powrócono do systemu jesień-wiosna) BBTS Sparta zakończyło na 5. miejscu w bielskiej klasie A, kolejny na 4., by w 1963 zwyciężyć ją i powrócić do III ligi. W międzyczasie kierownictwo zespołu zdecydowało się na znaczące odmłodzenie składu; większość graczy miała poniżej 25 lat.
Sezon 1963/1964 okazał się jednak kompromitacją – z 3 zwycięstwami na 22 mecze bielszczanie zakończyli swój udział na ostatnim miejscu tabeli. W kolejnym – ponownie w klasie A – BBTS Sparta zmierzyło się o mistrzostwo z rywalami zza miedzy, BKS Stal. O awansie drużyny z Białej zadecydował mecz barażowy (obie ekipy zdobyły w sezonie tyle samo punktów). Wiosną 1965 BBTS Sparta wzmocniło się dzięki przybyciu części działaczy i zawodników z rozwiązanej sekcji piłkarskiej Startu Bielsko-Biała. Jednocześnie do Stali Mielec odszedł czołowy zawodnik, wychowanek Eryk Hansel, który z nowym zespołem – jako kapitan – zdobył w 1973 tytuł mistrza Polski.
W sezonie 1965/1966 BBTS Sparta zwyciężyło bielską klasę A, wyprzedzając kolejną drużynę o 8 punktów. W praktyce oznaczało to jednak pozostanie na tym samym poziomie ligowym, gdyż trafił do nowo powstałej katowickiej klasy okręgowej (grupa II), znajdującej się poniżej utworzonej właśnie III ligi. Rozgrywki na tym szczeblu w 1967 bielszczanie zakończyli na ostatnim miejscu, tracąc aż 64 bramki.
28 czerwca 1968 doszło do planowanej od kilku lat fuzji BBTS z Włókniarzem Bielsko-Biała. Nazwa nowego klubu brzmiała początkowo MKS Włókniarz-BBTS Bielsko-Biała, 24 lutego 1971 została zmieniona na BBTS Włókniarz Bielsko-Biała. Przyjęto nowe barwy: zielono-biało-niebiesko-czarne; w latach 1968–1970 drużyna podejmowała rywali na stadionie Włókniarza, obecnie nieistniejącym. Fuzja, przeprowadzona przy wsparciu władz miejskich, miała przynieść zdecydowany wzrost poziomu sportowego nowego zespołu, jednak oczekiwania te zostały wkrótce zweryfikowane. 
| W 1910 powstał w Lipniku (od 1925 dzielnicy Białej Krakowskiej i od 1951 – Bielska-Białej) klub Biała Lipnik, jeden z najstarszych w tej części ówczesnej Galicji. Od początku istnienia do wybuchu II wojny światowej rozegrał liczne mecze towarzyskie z zespołami niemieckimi i austriackimi oraz krakowskimi i lwowskimi (np. Cracovia, Pogoń Lwów), w sezonie 1927 drużyna wystąpiła w krakowskiej klasie A, będącej przedsionkiem nieligowych mistrzostw Polski. Nie osiągnął on jednak nigdy większych sukcesów. W 1949 Biała Lipnik weszła w fuzję z innymi miejscowymi klubami – Grom i Lenko – tworząc Włókniarza Bielsko (później Bielsko-Biała). Przez większość swego istnienia drużyna piłkarska grała na czwartym poziomie rozgrywkowym (grupa bielska klasy A), jedynie w sezonie 1960/1961 znalazła się w Lidze Wojewódzkiej (poziom trzeci). Obiektem Włókniarza był stadion przy ul. PKWN w Białej, wcześniej należący do Białej Lipnik, otwarty w 1929, zlikwidowany na początku lat 70. XX wieku. |

Od sezonu 1968/1969 BBTS występowało w klasie okręgowej do czasu kolejnej reformy ligowej z 1973. Znacząca poprawa w grze BBTS Włókniarz nastąpiła w sezonie 1972/1973 po objęciu posady trenera przez Józefa Niemczyka. Po rundzie jesiennej bielszczanie byli liderami ligi okręgowej, na wiosnę uzyskali jednak zaledwie 8 punktów, co skutkowało ostatecznie zajęciem 5. miejsca. Po zakończeniu rozgrywek zlikwidowano grupy III ligi, a w ich miejsce powstała Liga Okręgowa A, do której zakwalifikowało się BBTS Włókniarz. W nowych rozgrywkach (przemianowanych w 1974 na ligę wojewódzką) drużyna zajmowała miejsca w dolnej części tabeli – w sezonie 1974/1975 ratując się 1 punktem od spadku.

### 1976–1989: Sukces pucharowy i największy kryzys
Kolejna reforma ligowa z 1976 doprowadziła do degradacji Włókniarzy mimo zajęcia wyższego miejsca, niż rok wcześniej; zgodnie z nowym podziałem administracyjnym kraju utworzono klasy międzywojewódzkie, poniżej nich – m.in. bielską ligę wojewódzką (okręgowy, czwarty poziom rozgrywkowy), w której znalazło się BBTS. Na poziomie wojewódzkim znajdował się w ścisłej czołówce, ponowny awans uzyskując w sezonie 1978/1979 pod dowództwem Ryszarda Harężlaka, wcześniej wieloletniego piłkarza klubu. Występ na boiskach trzecioligowych zakończył się jednak przedostatnim, 15. miejscem w tabeli. BBTS Włókniarz powróciło do ligi okręgowej, znów zdobywając tytuł mistrzowski – w sezonie 1980/1981 o awansie decydowały jednak baraże międzywojewódzkie, w których – po dwumeczu i dogrywce – bielszczanie ulegli Granatowi Skarżysko-Kamienna.
W 1978 BBTS Włókniarz osiągnęło największy sukces w dotychczasowych występach w Pucharze Polski, docierając do 1/16 finału tych rozgrywek. Po zwycięstwach nad Sandecją Nowy Sącz, ROW Rybnik i Górnikiem Wałbrzych bielszczanie zmierzyli się z pierwszoligową Pogonią Szczecin, ulegając jej 1:2 w kontrowersyjnych okolicznościach (arbiter meczu opuścił szatnię po 4 godzinach pod eskortą milicji).
Kolejne lata przyniosły najgorsze występy ligowe w historii klubu. Po 9. miejscu w lidze okręgowej w 1982, w sezonie 1983/1984 BBTS Włókniarz spadło do bielskiej klasy A (piąty poziom rozgrywkowy), w której zajął dopiero 7. miejsce, m.in. za zespołem rezerw Beskidu Skoczów. W przerwie zimowej tych rozgrywek (zespół znajdował się wówczas na 3. miejscu od końca tabeli) dokonano rewolucji kadrowej, opierając drużynę na mistrzach województwa juniorów. Zmiany te doprowadziły do opuszczenia w 1985 – na następnych 12 lat – piątej klasy rozgrywkowej.
Pierwszy sezon po powrocie BBTS Włókniarz do ligi okręgowej zakończył się 12. miejscem, dzięki czemu jedynie korzystnym bilansem bramek uratowało się od ponownej degradacji. W kolejnych latach drużyna znajdowała się w czołówce ligi, by w sezonie 1988/1989 wywalczyć jej wicemistrzostwo. W wyniku reformy ligowej z 1989 drużyna znalazła się w nowej lidze międzywojewódzkiej (również czwarty poziom rozgrywek), grupującej zespoły z województw: bielskiego, częstochowskiego i opolskiego. W tym samym roku bielszczanie wywalczyli Puchar Polski na szczeblu okręgowym.

### 1989–1997: Kłopoty finansowe i organizacyjne

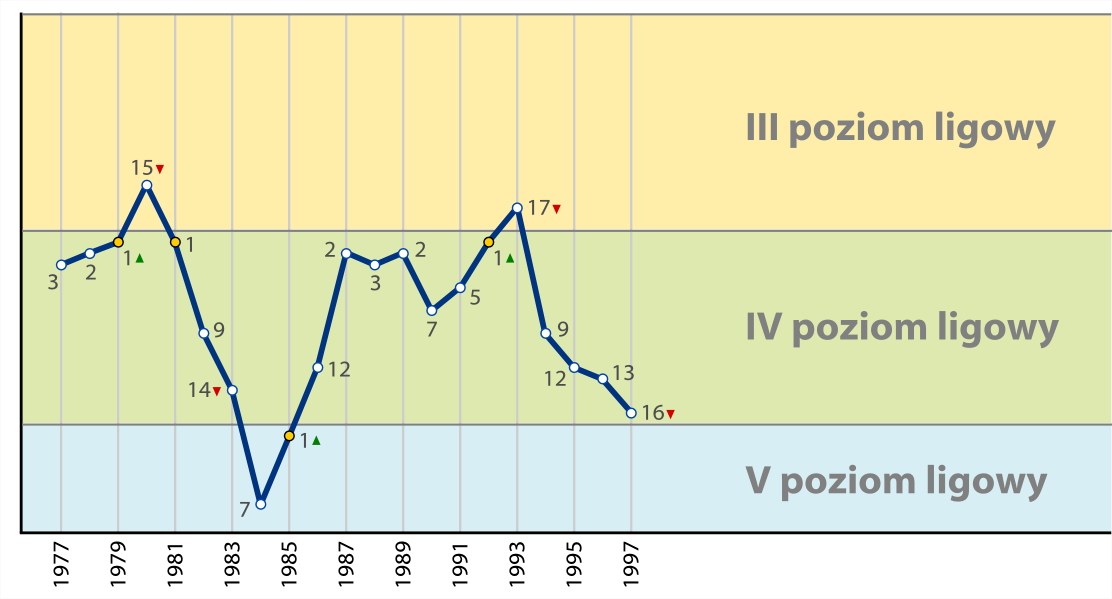
Miejsca zajmowane przez BBTS w rozgrywkach ligowych 1977–1997

Kolejne 2 sezony BBTS Włókniarz zakończyło na 7. i 5. miejscu, by w rozgrywkach 1991/1992 zdobyć mistrzostwo ligi międzywojewódzkiej z bilansem bramek +52. Podobnie jak w 1979, trenerem drużyny był Ryszard Harężlak, który po wywalczeniu awansu ponownie poróżnił się z działaczami klubu i złożył dymisję. W tym czasie sekcja piłkarska BBTS Włókniarz popadła w znaczące problemy finansowe, związane głównie z upadkiem przemysłu włókienniczego po transformacji gospodarczej przełomu lat 80. i 90. XX wieku oraz drastycznym zmniejszeniem dotacji z Ministerstwa Sportu. Po awansie do III ligi zabrakło pieniędzy na etaty dla piłkarzy, którzy przez jakiś czas pozostawali na zasiłku dla bezrobotnych. Pojawiły się liczne zarzuty względem ówczesnego prezesa klubu, trenera i działacza siatkarskiego Wiktora Kreboka, o niechęć wobec rosnącej popularności sekcji piłki nożnej.
Ponowny występ na boiskach trzecioligowych w sezonie 1992/1993 zakończył się przedostatnim, 17. miejscem w tabeli, i ponownym spadkiem do ligi międzywojewódzkiej (BBTS Włókniarz odniósło tylko 4 zwycięstwa, w tym tylko 1 wiosną). Poza niepowodzeniami sportowymi, klub wciąż borykał się wciąż z problemami finansowymi. W ruinę zaczął popadać stadion na Górce, gdzie – co prawda – w 1991 zburzono drewnianą trybunę główną, a w 1993 zastąpiono ją nową, z zapleczem socjalnym, jednak będący w jego posiadaniu zakład włókienniczy Krepol nie był w stanie utrzymać go w należytym stanie. W lokalnej prasie pojawiło się nawet ogłoszenie o chęci nieodpłatnego przekazania stadionu, z zastrzeżeniem zachowania jego funkcji sportowej.
Nadzieje na dobre wyniki w przyszłych latach mogła dawać 9. lokata w lidze międzywojewódzkiej sezonu 1993/1994, wywalczona przez stosunkowo młodą kadrę. W kolejnych dwóch edycjach bielszczanie ratowali się jednak przed spadkiem, dzięki zwycięstwom nad bezpośrednimi rywalami w walce o utrzymanie, odniesionym w ostatnich kolejkach. Sezon 1996/1997 to ostatnie miejsce w tabeli (przy jedynie 4 zwycięstwach na 30 spotkań) i powrót na piątoligowe boiska. Poza nieustającymi problemami finansowymi, zawodnicy BBTS Włókniarz musieli zmierzyć się w trakcie rozgrywek ze stratą tragicznie zmarłego kapitana, Mariusza Brańki.

### Fuzja z DKS Inter Komorowice
Podobnie jak BBTS Włókniarz, w 1997 degradacji uległy również 2 inne bielskie kluby – BKS Stal i Inter. Miejscowi działacze piłkarscy poszukiwali odpowiedniego rozwiązania w trudnej sytuacji, jakim okazały się być fuzje. Jako pierwsze – początkiem lipca 1997 – połączyły się: Inter Bielsko-Biała i DKS Ceramed Komorowice (powstały w 1995), tworząc DKS Inter Komorowice. Następnie doszło do fuzji tegoż klubu z sekcją piłkarską BBTS Włókniarz, w wyniku czego 11 lipca 1997 utworzono BBTS Ceramed Komorowice. Tym samym sekcja piłkarska BBTS Włókniarz w dotychczasowej formie przestałą istnieć. Nowa drużyna składała się w większości z Włókniarzy. Powstały w wyniku fuzji zespół zajął miejsce BBTS Włókniarz w klasie okręgowej.

## Nazwy
- 1907 – Bielitzer Fussball Klub
- 1909 – Bielitz-Bialaer Fussball Klub
- 1911 – Bielitz-Bialaer Sport Verein
- 1936 – Bielsko-Bialskie Towarzystwo Sportowe (BBTS)
- 1949 – Ogniwo Bielsko
- 1951 – Ogniwo Bielsko-Biała
- 1954 – Sparta Bielsko-Biała
- 1957 – BBTS Sparta Bielsko-Biała

Po fuzji BBTS i Włókniarza
- 1968 – Międzyzwiązkowy Klub Sportowy Włókniarz-BBTS Bielsko-Biała
- 1971 – BBTS Włókniarz Bielsko-Biała

## Sukcesy
Rozgrywki ligowe
- śląska liga wojewódzka
  - 1. miejsce (grupa II), mistrzostwo Śląska: 1958
- eliminacje do II ligi – 2. miejsce: 1958

Rozgrywki pucharowe
- Puchar Polski:
  - 1/16 finału (1): 1978/1979
- Puchar Polski – Beskidzki Okręgowy Związek Piłki Nożnej:
  - Zdobywca (2): 1987, 1989
- Puchar Polski – Śląski Okręgowy Związek Piłki Nożnej:
  - Finalista: 1970

## Rozgrywki

### Poszczególne sezony
Wyniki końcowe sezonów ligowych i pucharowych BBSV/BBTS 1922–1997 Cyframi rzymskimi oznaczono poziom rozgrywkowy (od 1928).
- 1922: krakowska klasa A – 3. miejsce
- 1923: krakowska klasa A – 4. miejsce
- 1924: krakowska klasa A – 5. miejsce
- 1925: nie rozegrano
- 1926: krakowska klasa A – 4. miejsce
- 1927: krakowska klasa A – ?
- 1928: II → bielska klasa A – 1. miejsce; awans do turnieju o mistrzostwo Okręgu Śląskiego
- 1929: II → bielska klasa A – 1. miejsce; awans do turnieju o mistrzostwo Okręgu Śląskiego
- 1930: II → Okręgowa Liga Śląska – 6. miejsce
- 1931: II → Okręgowa Liga Śląska – 9. miejsce
- 1932: II → Okręgowa Liga Śląska – 11. miejsce
- 1932/1933: II → Okręgowa Liga Śląska – 10. miejsce
- 1933/1934: II → Okręgowa Liga Śląska – 11. miejsce
- 1934/1935: bielska klasa A / Okręgowa Liga Śląska[i]
- 1935/1936: II → Okręgowa Liga Śląska – 9. miejsce
- 1936/1937: III → bielska klasa A – 1. miejsce; awans do eliminacji do Okręgowej Ligi Śląskiej – 3. miejsce
- 1937/1938: III → bielska klasa A – 1. miejsce; awans do eliminacji do Okręgowej Ligi Śląskiej – 2. miejsce
- 1938/1939: II → I Okręgowa Liga Śląska – 6. miejsce
- 1939/1940: II → I Okręgowa Liga Śląska – przerwany z powodu wybuchu II wojny światowej
- 1939–1945: drużyna rozwiązana
- 1945/1946: III → bielska klasa A – ?
- 1946/1947: III → bielska klasa A – 1. miejsce; awans do eliminacji do śląskiej klasy A – 4. miejsce
- 1947/1948: II → śląska klasa A – 11. miejsce
- 1948/1949: IV → bielska klasa A – 4. miejsce
- 1949/1950: III → bielska klasa A (gr. 1) – 1. miejsce; awans do rozgrywek o mistrzostwo Śląska – 4. miejsce
- 1950/1951: III → Śląska Klasa Wydzielona – ?[j]
- 1952: III → Śląska Klasa Wydzielona (gr. VII) – ?
- 1953: IV → śląska klasa A (gr. IV) – 1. miejsce
- 1954: III → Liga Śląska – 11. miejsce
- 1955: III → Liga Śląska – 6. miejsce
- 1956: III → Liga Śląska (gr. II) – 2. miejsce
- 1957: III → Liga Wojewódzka (gr. II) – 4. miejsce
- 1958: III → Liga Wojewódzka (gr. II) – 1. miejsce; mistrzostwo Śląska; eliminacje do II ligi – 2. miejsce
- 1959: III → Liga Wojewódzka (gr. I) – 5. miejsce
- 1960: III → Liga Wojewódzka (gr. I) – 10. miejsce
- 1960/1961: IV → bielska klasa A – 5. miejsce
- 1961/1962: IV → bielska klasa A – 4. miejsce
- 1962/1963: IV → bielska klasa A – 1. miejsce
- 1963/1964: III → Liga Wojewódzka (gr. II) – 12. miejsce
- 1964/1965: IV → bielska klasa A – 1. miejsce; baraż o awans do Ligi Wojewódzkiej
- 1965/1966: IV → bielska klasa A – 1. miejsce
- 1966/1967: IV → katowicka liga okręgowa (gr. 2) – 16. miejsce
- 1967/1968: V → bielska klasa A – 1. miejsce
- fuzja z Włókniarzem Bielsko-Biała
- 1968/1969: IV → katowicka liga okręgowa (gr. 1) – 10. miejsce
- 1969/1970: IV → katowicka liga okręgowa (gr. 2) – 7. miejsce
- 1970/1971: IV → katowicka liga okręgowa (gr. 2) – 10. miejsce
- 1971/1972: IV → katowicka liga okręgowa (gr. 2) – 10. miejsce
- 1972/1973: IV → katowicka liga okręgowa (gr. 2) – 5. miejsce
- 1973/1974: III → Liga Okręgowa A (gr. 1) – 10. miejsce
- 1974/1975: III → Klasa Wojewódzka (gr. I) – 12. miejsce
- 1975/1976: III → Klasa Wojewódzka (gr. II) – 11. miejsce
- 1976/1977: IV → bielska liga okręgowa – 3. miejsce
- 1977/1978: IV → bielska liga okręgowa – 2. miejsce
- 1978/1979: IV → bielska liga okręgowa – 1. miejsce ; 1/16 finału Pucharu Polski
- 1979/1980: III → klasa międzywojewódzka – 15. miejsce
- 1980/1981: IV → bielska liga okręgowa – 1. miejsce; baraże o III ligę
- 1981/1982: IV → bielska liga okręgowa – 9. miejsce
- 1982/1983: IV → bielska liga okręgowa – 14. miejsce
- 1983/1984: V → skoczowska klasa A – 7. miejsce
- 1984/1985: V → skoczowska klasa A – 1. miejsce
- 1985/1986: IV → bielska liga okręgowa – 12. miejsce
- 1986/1987: IV → bielska liga okręgowa – 2. miejsce; Puchar Polski na szczeblu okręgowym BOZPN
- 1987/1988: IV → bielska liga okręgowa – 3. miejsce
- 1988/1989: IV → bielska liga okręgowa – 2. miejsce; Puchar Polski na szczeblu okręgowym BOZPN
- 1989/1990: IV → liga międzywojewódzka – 7. miejsce
- 1990/1991: IV → liga międzywojewódzka – 5. miejsce
- 1991/1992: IV → liga międzywojewódzka – 1. miejsce
- 1992/1993: III → III liga (gr. górnośląska) – 17. miejsce
- 1993/1994: IV → liga międzywojewódzka – 9. miejsce
- 1994/1995: IV → liga międzywojewódzka – 12. miejsce
- 1995/1996: IV → liga międzywojewódzka – 13. miejsce
- 1996/1997: IV → liga międzywojewódzka – 16. miejsce

### Rozgrywki ligowe
BBSV wystąpił po raz pierwszy w polskich rozgrywkach ligowych w sezonie 1922, rok po przystąpieniu do Krakowskiego Związku Okręgowego Piłki Nożnej. Drużyna występowała w krakowskiej (1922–1927) i bielskiej (1928–1929) klasie A, następnie została jednym z uczestników powołanej w 1930 Okręgowej Ligi Śląskiej, rozgrywek najlepszych drużyn województwa śląskiego. W okresie międzywojennym bielszczanie tylko przez 2 lata grali poniżej drugiego szczebla rozgrywkowego.
Po reaktywacji w 1945, BBTS występowało przeważnie na trzecim i czwartym poziomie ligowym – do 1976 były to rozgrywki w obrębie województwa śląskiego/katowickiego, później – bielskiego. W 1958 drużyna rywalizowała o wejście do II ligi m.in. z przedstawicielami województw: opolskiego i rzeszowskiego. Później w rozgrywkach międzywojewódzkich BBTS grało w sezonie 1979/1980 oraz w latach 1989–1997 (w tym z zespołami podokręgu częstochowskiego). Najniżej, na piątym szczeblu rozgrywek, zespół znajdował się przed 1997 dwukrotnie – w latach: 1967–1968 i 1983–1985.
Lata gry na poszczególnych poziomach rozgrywkowych
Obejmuje okres od sezonu 1928, w którym ostatecznie usankcjonowano funkcjonowanie Ligi państwowej i systemu niższych klas rozgrywkowych.

### Puchar Polski
Pierwszym sukcesem BBTS Włókniarz w Pucharze Polski było dotarcie do finału rozgrywek Śląskiego Okręgowego Związku Piłki Nożnej – 1 lipca 1970 drużyna z Bielska-Białej uległa Polonii II Bytom 1:2. W sezonie 1978/1979, w swoim pierwszym starcie na szczeblu centralnym turnieju, Włókniarze pokonali 3 rywali, docierając do 1/16 finału. 17 września 1978 BBTS zostało pokonane po dogrywce przez pierwszoligową Pogoń Szczecin 1:2. Pod koniec lat 80. XX wieku drużyna wywalczyła dwukrotnie (1987, 1989) Puchar Polski na szczeblu Beskidzkiego Okręgowego Związku Piłki Nożnej (BOZPN), co dało BBTS Włókniarz przepustkę do rozgrywek centralnych, gdzie zespół odpadł w obu przypadkach w II rundzie.

### Reprezentant Polski w barwach klubu
| Imię i nazwisko      | Kadra   | Lata gry w BBTS |
| -------------------- | ------- | --------------- |
| Kajetan Kryszkiewicz | kadra A | 1938–1939       |

### Mistrzowie Polski w barwach klubu
| Imię i nazwisko  | Lata gry w BBTS                  | Nazwa klubu mistrzowskiego | Liczba tytułów (rok zdobycia) |
| ---------------- | -------------------------------- | -------------------------- | ----------------------------- |
| Emil Folga       | wychowanek – do 1926 i 1929–1933 | Wisła Kraków               | 2 (1927, 1928)                |
| Eryk Hansel      | wychowanek – do 1962 i 1964      | Stal Mielec                | 1 (1973)                      |
| Marian Kozynacki | 1955–1960                        | Ogniwo Bytom               | 1 (1954)                      |
| Stefan Rusin     | 1926–1927                        | Cracovia                   | 1 (1930)                      |

## Stadiony

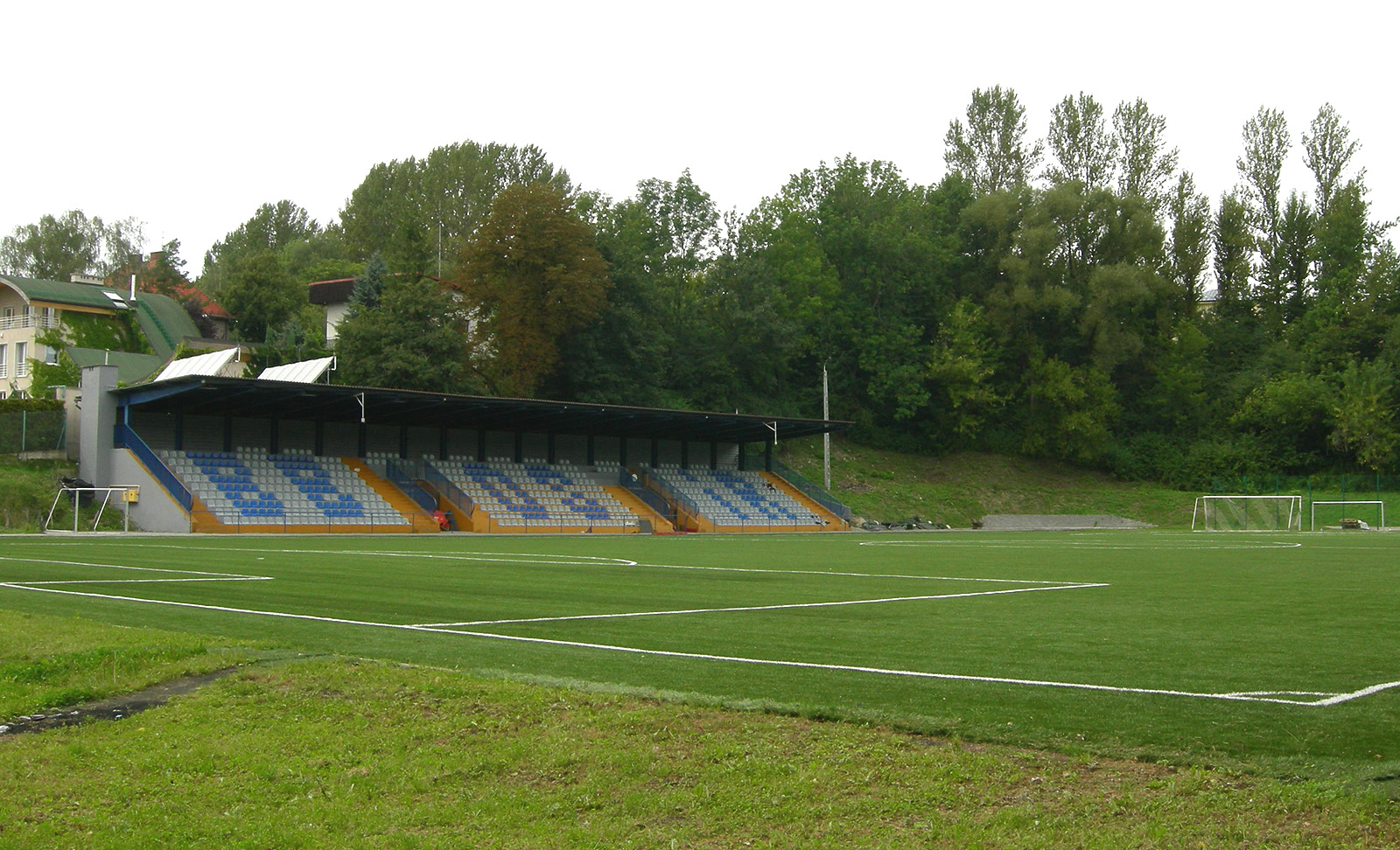
Stadion na Górce – widok na trybunę

Pierwszym placem gry Bielitzer Fussball Klub, późniejszego BBTS, był plac położony koło dzisiejszego parku Słowackiego, popularne przed II wojną światową miejsce rozrywki (obecnie znajduje się tam kompleks sportowy z boiskiem Orlik, sąsiadujący z parkiem, ul. Piastowską i I LO im. Kopernika).
Po kilku latach funkcjonowania drużyny piłkarskiej wybudowano stadion na Górce, otwarty w 1911. Jest to jeden z najstarszych czynnych obiektów sportowych w Polsce, położony na terenie dawnego kamieniołomu na tzw. Widoku – prowadzi do niego wejście z ul. Młyńskiej.
Obecnie stadion wykorzystywany jest przez drużynę rezerw oraz zespoły juniorskie Podbeskidzia Bielsko-Biała. Stadion poddano gruntownej modernizacji (położenie sztucznej nawierzchni oraz remont trybuny), zakończonej ponownym otwarciem 30 grudnia 2007. Obiekt posiada około 700 miejsc siedzących, wszystkie są zadaszone.
Ponadto BBTS rozgrywało tymczasowo mecze w roli gospodarza na nieistniejących już boiskach w Kamienicy, przy ul. Partyzantów (obiekt Leszczyńskiego i Kolejowego Klubu Sportowego w rejonie obecnego skrzyżowania ul. Partyzantów, Bora-Komorowskiego i al. Andersa), a także – w latach 1968–1970 – na dawnym stadionie Włókniarza (a wcześniej – Białej Lipnik) przy ul. PKWN w Białej, otwartym w 1929, zlikwidowanym na początku lat 70. XX wieku.

## Lokalni rywale

### Derby BBTS – BKS Stal
Oprócz BBTS (BBSV), drugim klubem piłkarskim powstałym jeszcze w okresie międzywojennym (1922) i istniejącym do dziś, jest Bialski Klub Sportowy Stal. Obie drużyny, ze względu na osiągane rezultaty (do 2011 BKS Stal był najbliżej wejścia do Ekstraklasy spośród bielskich klubów – w sezonie 1981/1982 zajął 2. miejsce w II lidze), cieszą się w mieście największą popularnością.
Najwcześniejszym znanym meczem derbowym obu klubów jest mecz BKS – BBSV III, rozegrany w październiku 1923, zakończony wynikiem 0:2. Pierwsze zespoły BBTS (BBSV) i BKS spotykały się w rozgrywkach ligowych tylko na szczeblach regionalnych. Ich historia rozpoczyna się w sezonie 1928 w bielskiej klasie A, kiedy gospodarzem był BBSV (nie jest znany rezultat meczu), kończy się zaś w kwietniu 1996, gdy BKS Stal pokonał lokalnego rywala 2:1 na stadionie BBTS w spotkaniu IV ligi. Najwięcej meczów derbowych w lidze oba zespoły rozegrały w latach 40. i 50. XX wieku.
Znanych jest 31 pojedynków ligowych BBTS (BBSV) i BKS. Dostępne wyniki 24 spotkań przedstawiają następujący bilans:
| Zwycięstwa BBTS           | Zwycięstwa BBTS           | Remisy                    | Remisy                   | Zwycięstwa BKS           | Zwycięstwa BKS           |
| ------------------------- | ------------------------- | ------------------------- | ------------------------ | ------------------------ | ------------------------ |
| 11                        | 11                        | 5                         | 5                        | 8                        | 8                        |
| Bramki zdobyte przez BBTS | Bramki zdobyte przez BBTS | Bramki zdobyte przez BBTS | Bramki zdobyte przez BKS | Bramki zdobyte przez BKS | Bramki zdobyte przez BKS |
| 53                        | 53                        | 53                        | 33                       | 33                       | 33                       |

Ponadto BBTS i BKS mierzyły się w meczach szczebla regionalnego Pucharu Polski.
Lata, w których BBTS lub BKS Stal znajdowały się wyżej w hierarchii ligowej
Obejmuje okres od 1945.

### Inne drużyny
BBTS posiadało dawniej również innych lokalnych rywali, z których większość już nie istnieje, m.in.: Sturm Bielsko, VfR Bielsko, BAC Bielsko, Hakoah Bielsko, TS Biała Lipnik, KS Kamienica, Leszczyński KS, Start Bielsko-Biała, Budowlani Bielsko-Biała, LZS Mikuszowice, LZS Komorowice, Pogoń (obecnie Zapora) Wapienica.